# Алиса (фильм, 1988)
«Алиса» (англ. Alice), известный также под именем «Сон А́ленки» (чеш. Něco z Alenky) — анимационный фильм с элементами игрового кино чешского режиссёра Яна Шванкмайера. Сюрреалистическая кинокартина по мотивам произведения Льюиса Кэрролла.

## Сюжет
Этот фильм называют самой безумной версией «Алисы в Стране чудес» Кэрролла. Полуанимационно-полуигровая, сюрреалистично-линчевская, мрачная, довольно жестокая картина. Это не сказочный сон, приснившийся девочке Алисе, это тяжелая и болезненная галлюцинация девочки Аленки.
Это первый игровой фильм Шванкмайера, который позволил ему оторваться от своих анимационных корней в сторону «живого» игрового кино. В погоне за Белым Кроликом Алиса попадает в сюрреальный мир, существующий по собственным законам, непонятным девочке. Непонимание и, как результат, нарушение их, в конце концов, возвращают героиню в реальность. На этом, в принципе, и заканчивается прямое заимствование из книги и начинается непосредственное вмешательство режиссёра, как человека, по-своему видящего этот самый мир.
Фильм начинается панорамой по речке, на берегу которой и расположились Алиса со своей сестрой. В отличие от Кэрролла, Шванкмайер четко не разделяет реальность и сновидение. Сразу же за этой вступительной сценой, где Алиса бросает камушки в реку, мы видим старую захламлённую комнату, более похожую на склад старьёвщика. Сидящие рядом куклы самой Алисы наталкивают на мысль, что в данном произведении отдых у реки лишь привиделся маленькой девочке, живущей не в самой комфортабельной обстановке. Основная часть фильма, то есть само путешествие героини, является разработанным видением режиссёра психологии снов, яркость которых у детей несомненно считается более высокой. Практически все фрагменты сказки приняли совершенно иной, мрачный оттенок, словно Алиса провалилась не просто к центру Земли, а в самый настоящий ад. Зверушки, которых зовёт Белый Кролик, дабы «выкурить» Алису из своего домика, представляют собой дикие коллажи из черепов, костей и других совершенно неожиданных предметов, да и сам Белый Кролик приобретает у режиссёра немного жутковатую внешность. Такие метаморфозы наблюдаются и с остальными деталями. Варенье в банке обязательно оказывается с канцелярскими кнопками или гвоздями. Вообще, туннель, в который падает Алиса, сильно напоминает музей чучел и скелетов, лавку старьёвщика и кунсткамеру, вместе взятые.
Во всем фильме ни одна деталь, появляющаяся в зоне внимания, не остается «мертвой». Но и «живой» тоже. Они, скорее, «восставшие из мертвых». Подобная «жизнь» практически всех персонажей реализована посредством анимации. Сама Алиса на протяжении всего повествования несколько раз преобразуется в куклу и обратно. Когда Белый Кролик получил увечье от двери на ладонь и ищет в шкафчике «лекарство». Он не выхватывает сразу необходимые ему предметы, но ищет их. По закону подлости, они находятся им в последнюю очередь, что подсознательно сильно воздействует на психологию восприятия, то есть на то самое «Верю!», которое так важно любому произведению. Немаловажной деталью становится настойчивое введение губ девочки-рассказчицы, возникающих после каждой внешней или внутренней фразы персонажа, что путает понимание реальности и нереальности происходящего. Постоянно отрывающиеся ручки у ящиков столов, скорее всего, свидетельствуют о неприятии девочки Страной Чудес, ибо Белый Кролик открывает эти самые ящики без каких бы то ни было трудностей.
Фильм изобилует многочисленными режиссёрскими находками Шванкмайера. Вот эти самые сюрреалистические находки и являются сильнейшим фактором воздействия в «Алисе», например, тараканы или ключ внутри консервов, вылупляющиеся из куриных яиц черепки, или своеобразная посудомойка на чаепитии у Болванщика и Мартовского зайца — шкура ласки, выползающая из сахарницы, или летающая на крыльях кровать, домик кролика из детских кубиков; сделанная из вязаного чулка и вставной челюсти гусеница; ножницы, которыми «рубят голову» карточным валетам.
В целом фильм почти полностью повторяет канонический текст Кэрролла, исключая те моменты, которые не нужны режиссёру. Алиса попадает в «Страну чудес» не через нору, а через ящик письменного стола, забитый линейками (это вообще самый популярный вид «общественного транспорта» в сказке). Несколько второстепенных героев убрано (вроде Герцогини), в том числе и знаменитый Чеширский кот: это понятно, в таком жутком мире не место улыбчивым зверушкам. И, разумеется, в финале проходит суд не над Валетом, а над самой Аленкой.

## Награды и номинации
- 1987 — Feature Film Award
- 1989 — (кандидат) International Fantasy Film Award